# Jane Anger
Jane Anger (bl. 1589 in London) war eine englische Autorin des 16. Jahrhunderts und die erste Frau, die in englischer Sprache eine Verteidigung ihres Geschlechts veröffentlichte. Der Titel ihrer Streitschrift, Jane Anger, Her Protection For Women, wurde 1589 veröffentlicht. Für die Zeit war es sowohl eine Besonderheit, dass eine Frau über ein weltliches und nicht-religiöses Thema schrieb, wie auch dass der Inhalt eine Argumentation gegen männliche Vorherrschaft war.

## Leben
Über das Leben von Jane Anger ist praktisch nichts bekannt. Bekannt ist sie nur als Verfasserin der Streitschrift. Der Titel bezeichnet sie als gentlewoman, aber auch dazu giibt es keine weiteren Informationen. Zu ihren Lebzeiten sind mehrere Jane Anger in England bekannt, aber keine von ihnen konnte als die Verfasserin des Pamphlets identifiziert werden. Laut Moira Ferguson legt die Geschichte der Nachnamen für diese Zeit nahe, dass ihr Nachname wahrscheinlich vom anglisierten französischen "Anjou" abgeleitet wurde, Anne Prescott argumentiert, dass Jo. Anger, dessen Gedicht über die Autorin am Ende des Bandes erscheint, ein Verwandter oder Ehemann war. Andere haben vorgeschlagen, dass Jane Anger das Pseudonym eines männlichen Schriftstellers war, es gibt aber Indizien, dass Jane Anger eine reale Frau war. Francis Lee Utley argumentiert, dass das anonyme Gedicht ye are to yong to bring me in: An old lover to a young gentlewoman Angers scharfe Verteidigung provoziert haben könnte.

## Jane Anger, Her Protection For Women
Die Schrift erschien 1589 unter dem vollen Titel  Jane Anger, Her Protection for Women. Her Protection For Women To Defend Them Against The Scandalous Reportes of a Late Surfeiting Lover, and All Other Like Venerians that Complaine so to be Overcloyed With Womens Kindnesse.
Angers antwortet auf das Buch His Surfeyt in Love, ein heute verschollenes Werk, das 1588 in das Stationers’ Register durch denselben Verleger (Thomas Orwin) wie für Angers Schrift eingetragen wurde. Es wird durch Anger mehrfach direkt referenziert und hatte offensichtlich eine wenig originelle Verunglimpfung von Frauen zum Inhalt. Die Schrift ist zudem voll von frauenfeindlichen Inhalten, die in populären Prosa-Romanen ihrer Zeit kursierten, um sie ad absurdum zu führen. Lateinische Begriffe, Zitate von klassischen und Beispiele von berühmten Frauen deuten auf einen vorhandenen Bildungshintergrund Angers hin. Sie bedient sich, vermutlich ironisch, des schwulstigen Stils des von John Lyly eingeführten Euphuismus. Im Kontrast dazu gibt es aber auch derb umgangssprachliche Sätze („The fellow that tooke his wife for his crosse, was an Asse, and so we will leave him: for he loved well to sweare on an ale pot, and because his wife, keeping him from his dronken vain, put his nose out of his socket, he thereby was brought into a mad moode, in which he did he could not tell what.“). An einer Stelle persifliert sie Stil und Inhalt des männlichen Kontrahenten mit einem logisch-scholastischen Diskurs:

“Ther is no wisdome but it comes by grace, this is a principle, & Contra principium non est disputandum: but grace was first given to a woman, because to our lady: which premises conclude that women are wise. Now Primum est optimum, & therefore women are wiser then men. That we are more witty which comes by nature, it cannot better be prooved, then that by our answers, men are often droven to Non plus, & if their talk be of worldly affaires, with our resolutions they must either rest satisfied, or proove themselves fooles in the end.”

Angers Grundstimmung ist, dass sie streiten will: „[…] my cholloricke vaine hath rashly set downe, and so perchance, ANGER shal reape anger for not agreeing with diseased persons.“ Kernaussage der Streitschrift ist, dass Männer, die Frauen nur als Objekte der Begierde sehen, zuerst diese Begierde befriedigen und dann, gesättigt, ihre eigenen Schwächen auf die Frauen projizieren. Anger folgt der Zusammenstellung des Surfeyt und entlarvt die Einseitigkeit der Auslegung, die der Autor als objektiv oder natürlich behauptet. Das gilt generell, so Anger, wenn die Männer aus Unkenntnis über Frauen das Verhalten der Frauen falsch deuten. Es gilt im kritisierten Buch im Besonderen für das Kernmotiv des Überflusses oder Überdrusses (surfeit) am weiblichen Geschlecht, an weiblicher Sinnlichkeit oder Schwelgerei. Anger zielt auf den Widerspruch, dass männliche Schriftsteller Frauen einerseits als Anreiz für ihre Kreativität setzen und sie andrerseits als Ursache des Niedergangs zu sehen: „If they may once encroch so far into our presence, as they may but see the lyning of our outermost garment, they straight think that Apollo honours them.“
Am Ende gibt Anger zu, dass sie Vergnügen dabei hatte, den Stil des Kontrahenten zu benutzen.

## Einordnung
Angers Schrift und die Bedeutung, die sie für die Zeit und den Feminismus hatte, ist in mehreren Arbeiten erörtert worden: Laut Joy Ritchie und Kate Ronald verteidigt das Pamphlet die Frauen und erhebt ernsthafte Ansprüche auf eine gleichberechtigte Autorenschaft von Frauen. Der Text brachte eine die Stimme des weiblichen Zorns in die englische Literatur. Indem sie diese Innovation entwickelte, „she transformed the idea of masculine models of composition to invent a female writing style to suite to her enterprise“. Randall Martin argumentiert, dass „Anger deliberately reworks her opponent’s misogynist ideas to establish a direct feminine perspective that goes beyond the querelle frameworks“. Die Arbeiten sind sich uneinig, ob Anger als Feministin, als Proto-Feministin oder pro-Frau bezeichnet werden sollte, aber ihr Werk eröffnete definitiv eine neue Möglichkeit für Autorinnen ihrer Zeit.
Judy Chicago widmete ihr eine Inschrift auf den dreieckigen Bodenfliesen des Heritage Floor ihrer 1974 bis 1979 entstandenen Installation The Dinner Party. Die mit dem Namen Jane Anger beschrifteten Porzellanfliesen sind dem Platz mit dem Gedeck für Christine de Pizan zugeordnet.